# باشگاه فوتبال آلویز ردی
باشگاه ورزشی آلویز ردی (انگلیسی: Club Always Ready) یک باشگاه فوتبال مستقر در ال آلتو، بولیوی است که در حال حاضر در لیگ دسته اول فوتبال بولیوی، بالاترین سطح لیگ فوتبال در این کشور به فعالیت می‌پردازد. 